# 11371 Camley
11371 Camley eller 1998 QO38 är en asteroid i huvudbältet som upptäcktes den 17 augusti 1998 av LINEAR i Socorro County, New Mexico. Den är uppkallad efter Brian Andrew Camley.
Asteroiden har en diameter på ungefär 3 kilometer.